# مستر لارنس
 داگلاس لارنس اسووسکی معروف به مستر لارنس (به انگلیسی: Mr. Lawrence) یا داگ لارنس (زاده ۱ ژانویه ۱۹۶۹) بازیگر، صداپیشه و انیماتور اهل ایالات متحده آمریکا است که به خاطر صداپیشگی و نویسندگی در انیمیشن زندگی مدرن روکو و باب اسفنجی شلوار مکعبی شناخته شده است. او در باب اسفنجی شلوار مکعبی، صداپیشگی شخصیت پلانکتون، لری میگو، فِرِد و شخصیت های تکراری مختلف را از زمان اولین نمایش در سال ۱۹۹۹ تا به امروز برعهده داشته است.
از فیلم‌های معروف او می‌توان به گویندگی در فیلم باب‌اسفنجی شلوار مکعبی و مجموعه ی اردوگاه لازلو و انیمیشن زندگی مدرن روکو اشاره کرد.